# Gorche
Gorche est un woreda de la région Sidama, en Éthiopie. Rattaché à la région des nations, nationalités et peuples du Sud jusqu'à la régionalisation de la zone Sidama en 2020, ce district a 105 472 habitants en 2007. Son centre administratif s'appelle également Gorche.
Le centre administratif se trouve environ 30 km au sud-est d'Hawassa.
Le district s'étend jusqu'à la zone Ouest Arsi de la région Oromia.
Gorche se détache de son voisin Shebedino avant le recensement de 2007, et ses limites restent pratiquement inchangées pendant les années 2010.
| Hawassa   | Malga  |                 |
| Shebedino | Gorche | Kokosa (Oromia) |
| Dale      | Wensho | Arbegona        |

Le recensement national de 2007 fait état d'une population de 105 472 habitants dans le district dont 3 % de citadins qui sont les 2 986 habitants du centre administratif.
La majorité des habitants (79 %) sont protestants, 7 % sont de religions traditionnelles africaines, 6 % sont musulmans, 6 % sont catholiques.
En 2022, la population est estimée sur le même périmètre à 141 320 personnes avec une densité de population de 666 personnes par km2 et 212 km2 de superficie,.
Cependant une carte récente montre des évolutions au début des années 2020.[réf. à confirmer]